# Wine Country
Wine Country é a região da Califórnia, no norte da Baía de São Francisco, conhecida mundialmente como uma região vinícola produtora de bons vinhos. A região é conhecida por suas vinícolas, sua culinária, restaurantes com estrelas Michelin, hotéis boutique, resorts de luxo, arquitetura histórica, e cultura. A viticultura e a vinificação são praticadas na região desde que os missionários espanhóis, da missão San Francisco Solano, estabeleceram os primeiros vinhedos, em 1812.
Mais de 1.700 vinícolas estão instaladas em North Bay, (segundo a Alcoholic Beverage Control of California). A maioria está localizada nos vales da região, incluindo Napa Valley, no Condado de Napa, e Sonoma Valley, Alexander Valley, Dry Creek Valley, Bennett Valley e Russian River Valley, no Condado de Sonoma. As uvas para fabricação do vinho também são cultivadas em altitudes mais elevadas, como nas Áreas Vitícolas Americanas (AVAs) de Atlas Peak e Mount Veeder.
As cidades e vilas ligadas à região vinícola incluem Santa Rosa, Healdsburg, Sonoma, Kenwood, Petaluma, Sebastopol, Guerneville, Windsor, Geyserville e Cloverdale, no Condado de Sonoma; Napa, Yountville, Rutherford, Santa Helena e Calistoga, no Condado de Napa; e Hopland e Ukiah, no condado de Mendocino. O vinho também está se tornando uma parte relevante na economia dos condados próximos, como Lake e Solano.

## Denominações

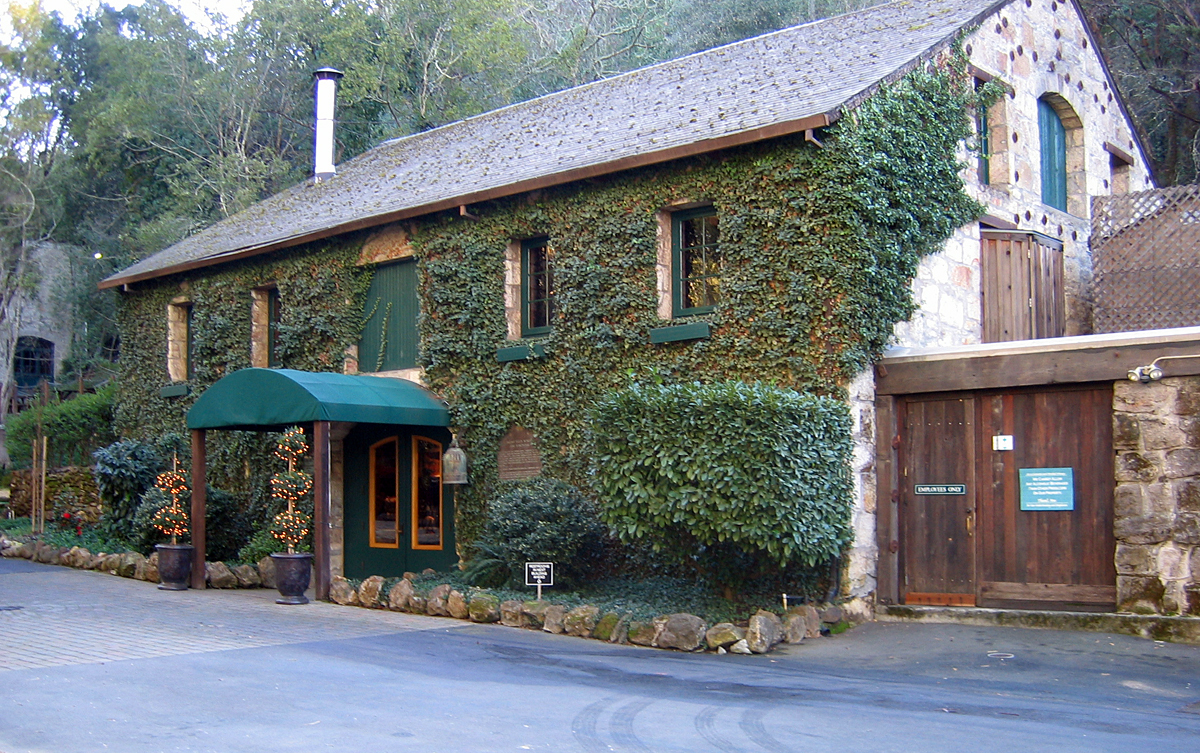
A Buena Vista Winery, em Sonoma, é a vinícola comercial mais antiga da Califórnia, fundada em 1857.

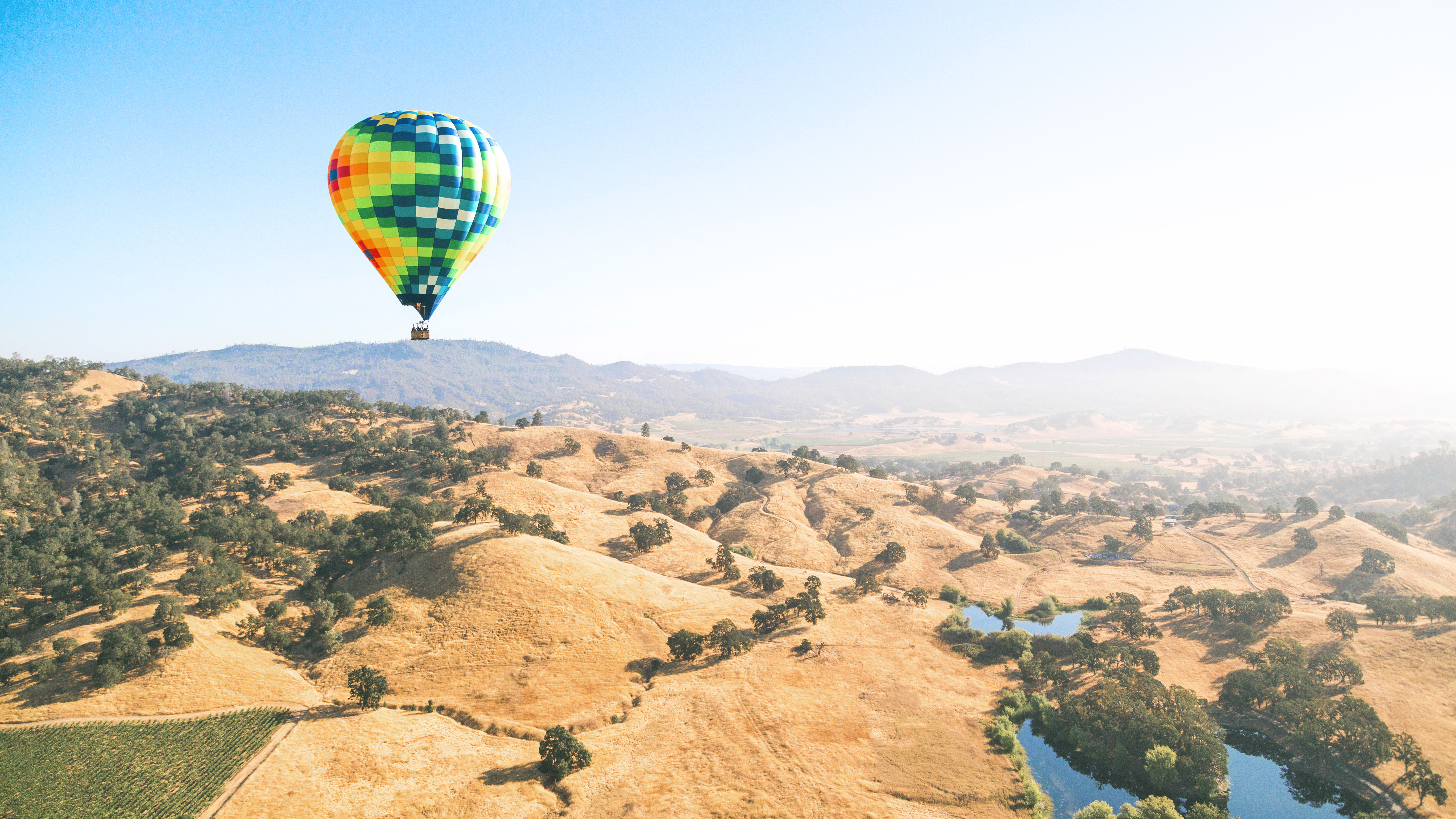
Balão de ar quente sobre Napa Valley.

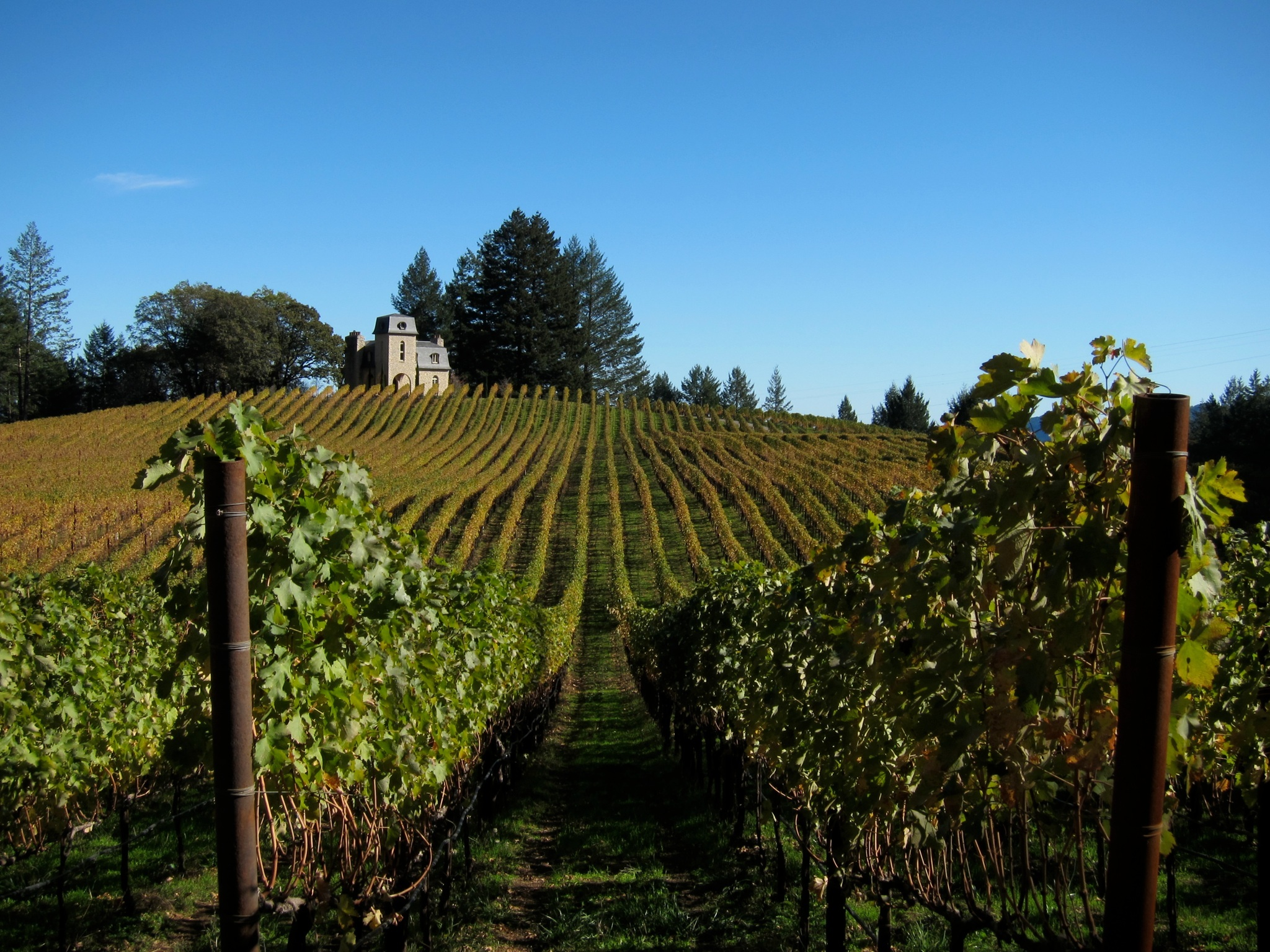
Chateau e vinhedos em Napa.

Wine Country é geralmente considerada como o conjunto de condados de Napa, Sonoma, Mendocino, Lake e Solano. Esses condados contêm as seguintes AVAs:
- No Condado de Sonoma: Alexander Valley, Bennett Valley, Chalk Hill, Dry Creek Valley, Green Valley de Russian River Valley, Knight's Valley, Los Carneros, Northern Sonoma, Rockpile, Russian River Valley, Sonoma Coast, Sonoma Mountain e Sonoma Valley.
- No Condado de Napa: Atlas Peak, Los Carneros, Mount Veeder, Napa Valley, Oakville, Rutherford, Santa Helena, Calistoga, Distrito de Stags Leap e Yountville.
- No Condado de Mendocino: Anderson Valley, Covelo, Mendocino e Potter Valley.
- No Condado de Lake: Clear Lake, Guenoc Valley, High Valley e Red Hills Lake County.
- No Condado de Solano: Suisun Valley e Green Valley.

Os seis condados da AVA da Costa Norte se sobrepõe à região vinícola, conforme definido aqui, e também inclui o condado de Marin. Além disso, os nomes dos próprios condados podem, legalmente, serem usados como nomes para denominação de uma AVA.

## História
Os primórdios pré-históricos da região vinícola indicam a ocupação da área por diversas tribos nativas americanas, datando de aproximadamente 8.000 a.C. As principais tribos que viviam nesta região eram os Pomo, Coast Miwok, Wappo e Patwin, cujos primeiros povos praticavam certas formas de agricultura, mas provavelmente não envolvendo o cultivo de uvas. Durante o período colonial mexicano, e posteriormente, os colonos europeus iniciaram práticas agrícolas mais ostensivas na região vinícola, incluindo o cultivo de uvas e a produção de vinho. 
Alguns dos eventos históricos que levaram ao estabelecimento da Califórnia como um estado ocorreram na região. Em particular, a cidade de Sonoma é conhecida como o berço americano da Califórnia. Agoston Haraszthy é considerado um dos antepassados da indústria vinícola da Califórnia, por seu plantio de uvas na bacia hidrográfica de Arroyo Seco Creek, no condado de Sonoma.
Em 2017, muitas partes de Wine Country foram devastadas por incêndios florestais, incluindo os incêndios florestais no norte da Califórnia em outubro de 2017.

## Ecologia

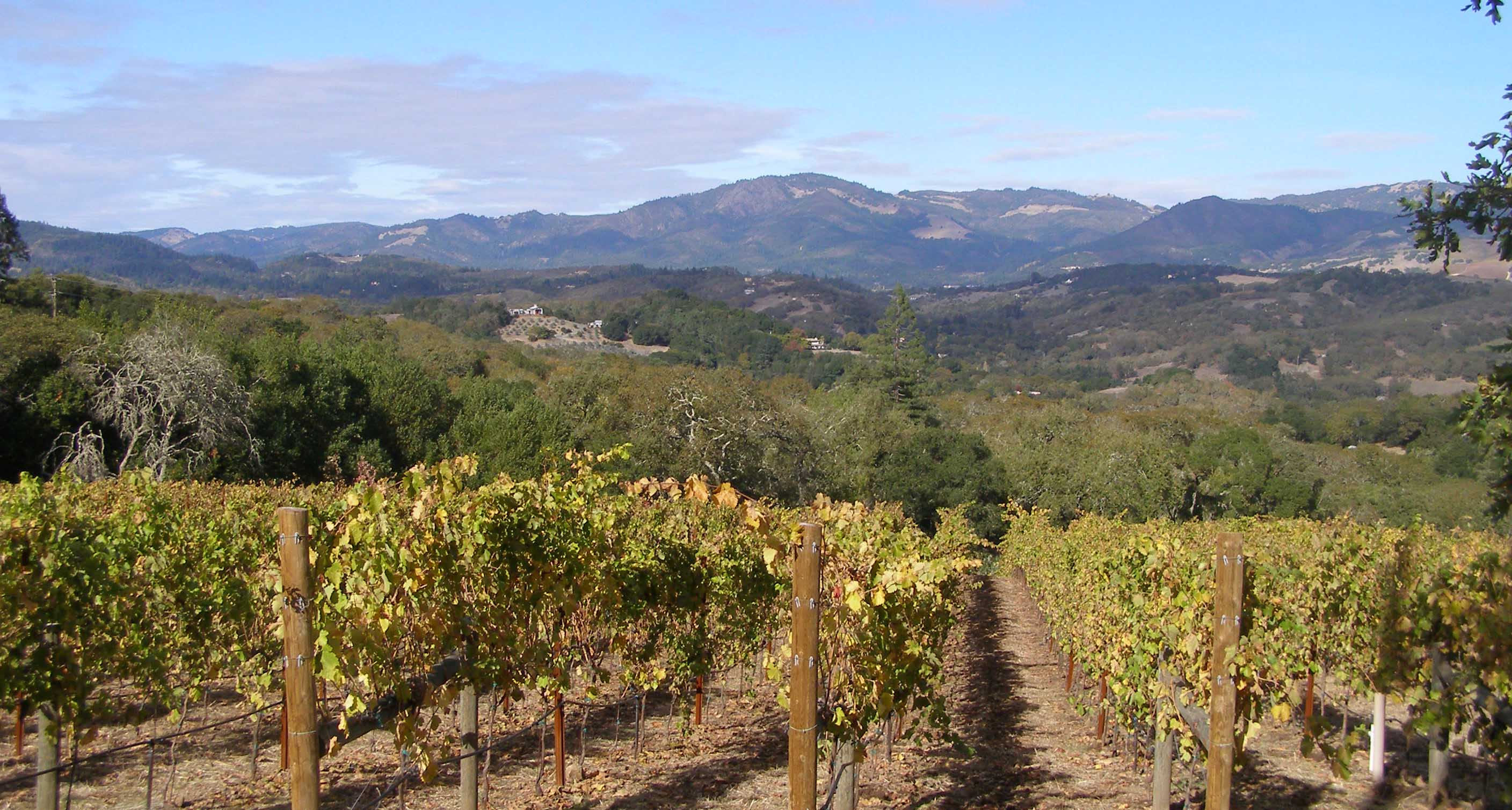
Vinhedo na AVA de Sonoma Mountain, com as montanhas Mayacamas ao fundo.

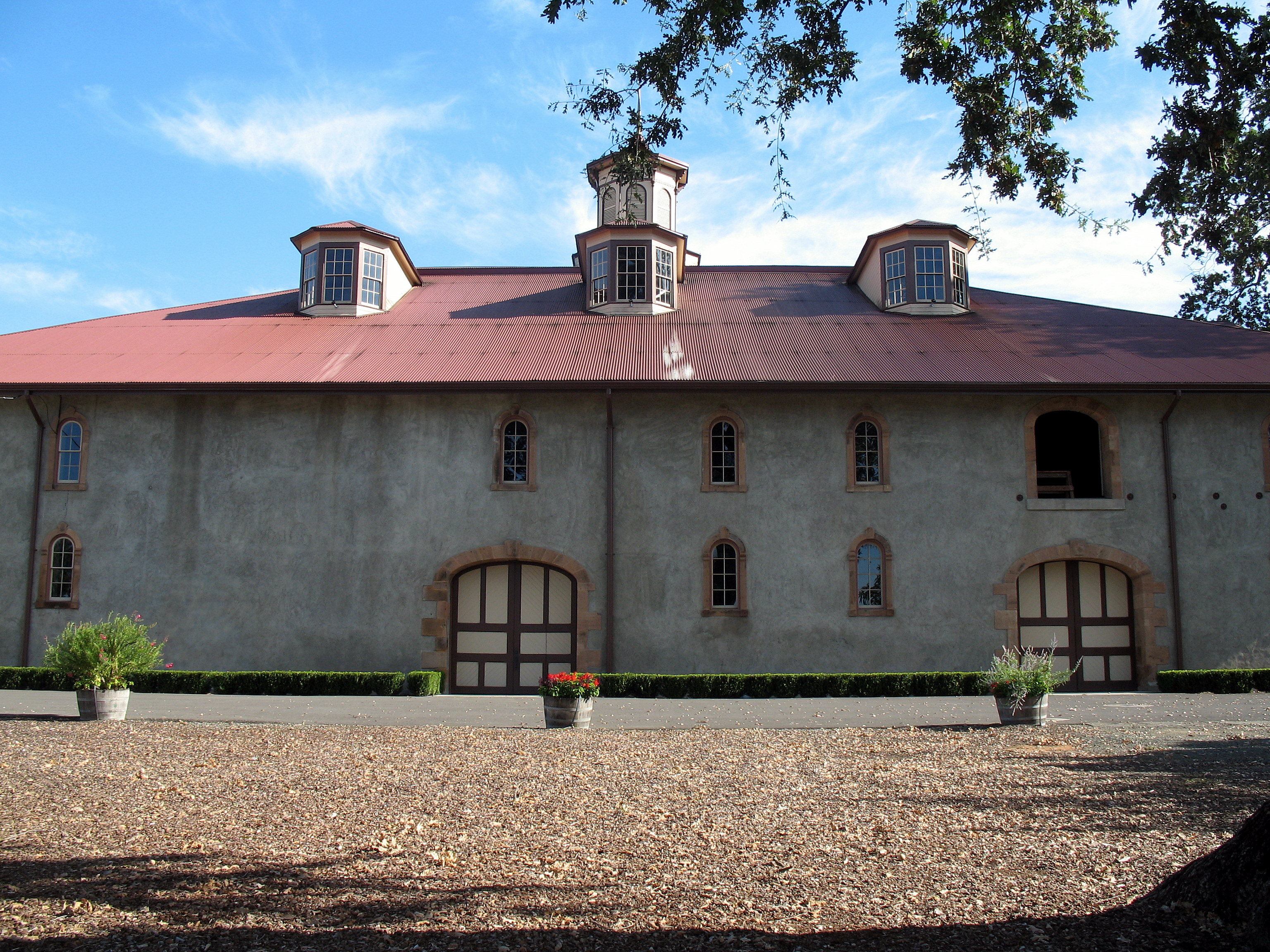
A Vinícola Charles Krug, fundada em 1861, está no Registro Nacional de Lugares Históricos.

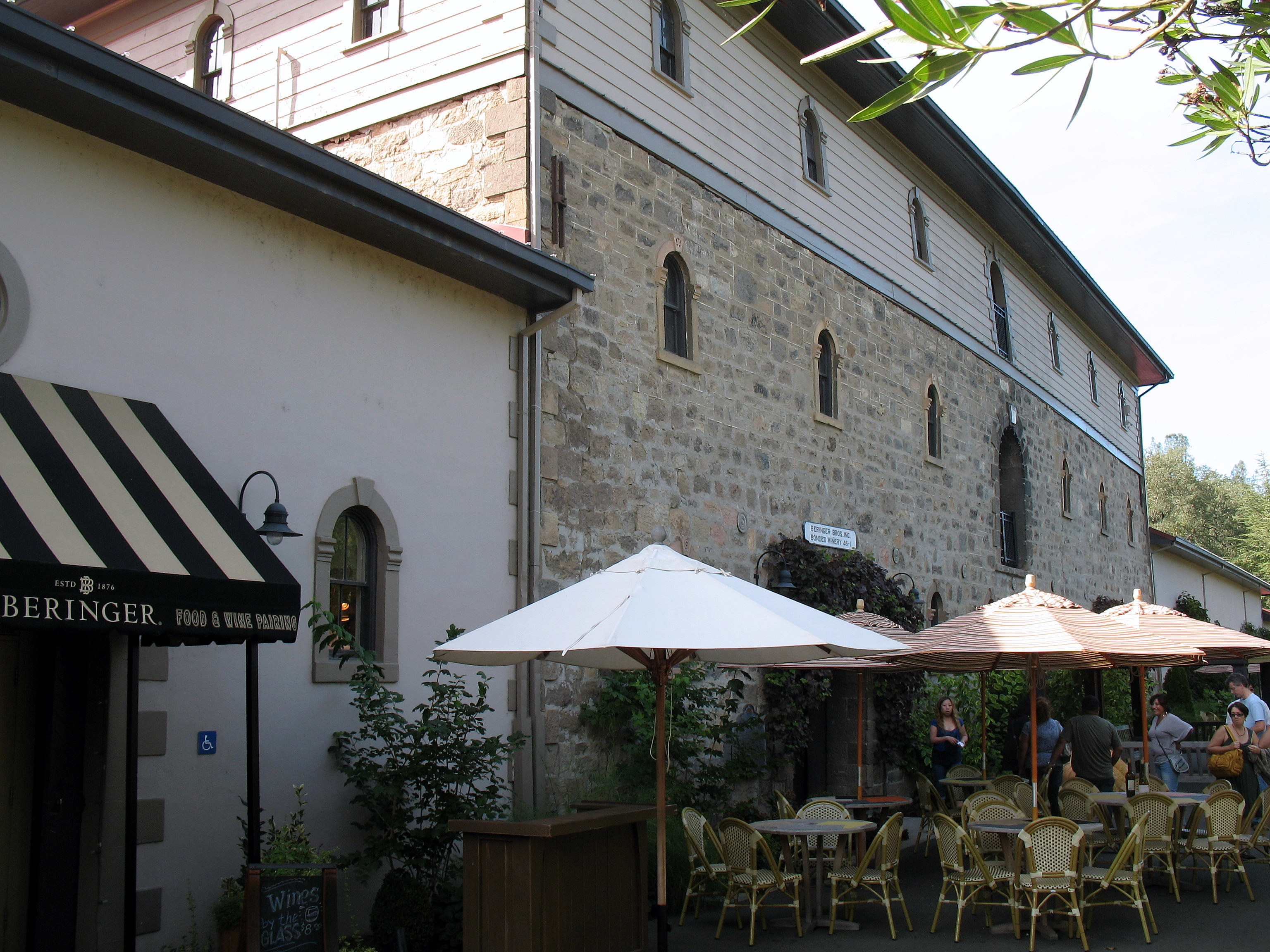
A Beringer Vineyards é a mais antiga vinícola em operação contínua de Napa Valley.

Uma diversidade de organismos aquáticos e terrestres povoam Wine Country e suas zonas ribeirinhas. O Salmão Chinook (Oncorhynchus tshawytscha), o Eperlano do Delta (Hypomesus transpacificus) e a Truta Prateada (Oncorhynchus mykiss) são os peixes mais proeminentes. Os pesquisadores estudaram extensivamente os movimentos de peixes anádromos em Sonoma Creek e no rio Napa, bem como na Laguna de Santa Rosa - não apenas nos principais, mas em muitos dos afluentes. Essas investigações demonstraram um declínio histórico na desova e no benefício do habitat para essas espécies, principalmente pela sedimentação e, secundariamente, à remoção da vegetação ribeirinha desde o século XIX.
Uma variedade de salamandras, cobras e sapos também estão presentes na região vinícola. O sapo de patas vermelhas da Califórnia, listado como ameaçado, está presente no trecho norte, drenando as encostas sul do Annadel State Park. Várias espécies ameaçadas de extinção (principalmente as que vivem no Napa Sonoma Marsh), habitam o local, como o Rallus obsoletus, a sanã-preta da Califórnia (Laterallus jamaicensis), o pelicano marrom da Califórnia (Pelicanus occudentalis), o camarão de água doce da Califórnia (Syncaris pacifica), o rato de colheita de pântano salgado (Reithrodontomys raviventris), o musaranho Suisun (Sorex ornatus sinuosus), e a espécie de peixe Pogonichtys macrolepidotus. As espécies acima são ameaçadas de extinção, com exceção do peixe Pogonichtys macrolepidotus e a sanã-preta, que estão presentes na lista federal como ameaçados.
Os ecossistemas das terras altas drenadas incluem bosques mistos de carvalhos da Califórnia, chaparrais e bosques de savana. Nessas terras altas,  se encontram espécies como os cervos de cauda negra, coiotes, jaritataca, guaxinins, gambás, perus selvagens, abutres de perus, falcões de cauda vermelha e, ocasionalmente, linces e leões da montanha. As árvores proeminentes, mais altas, incluem: carvalho da costa, carvalho de Garry, madrone do Pacífico, buckeye da Califórnia, abeto de Douglas, enquanto o carvalho do vale prevalece nos vales da região vinícola.

## Turismo
Wine Country passou por um aumento exponencial do turismo. Em 1975, havia apenas 25 vinícolas em Napa Valley; hoje existem mais de 800 vinícolas nos condados de Napa e Sonoma. Os turistas vão à região não apenas para degustação de vinhos, mas também para caminhadas, ciclismo, passeios em balão de ar quente e visitas a locais históricos, além das extensas opções culinárias.

Diversos chefs e donos de restaurantes notáveis estão presentes na região vinícola, incluindo Thomas Keller, John Ash e Sondra Bernstein. Além das atrações relacionadas as vinícolas, a região é conhecida pela costa do Condado de Sonoma, ao longo do Oceano Pacífico, pelo vale do Russian River, as sequóias, os banhos termais, as florestas petrificadas, entre outras atrações naturais.
O aumento do turismo na região tem seu lado negativo, exemplificado pelo congestionamento do tráfego na State Route 29, principalmente nos fins de semana de verão, quando o número de veículos geralmente excede a capacidade de tráfego da estrada. A administração de Napa Valley também está sofrendo pressões para aumentar a urbanização e modernizar as estradas.
Também há problemas com relação à regulamentação do compartilhamento de casas. Depois de um crescimento de residentes alugando quartos em suas casas, o governo de Napa foi forçado a exigir o registro de todas as propriedades do Airbnb na cidade.